# A magyar női labdarúgó-válogatott 2013. szeptember 3-i mérkőzése
Előző mérkőzés - Következő mérkőzés
A magyar női labdarúgó-válogatott barátságos mérkőzése Románia ellen, 2013. szeptember 3-án Gyulán, amelyen a magyar csapat 3–2-es győzelmet ért el.

## Előzmények
| „             | Újabb lépcsőfokhoz értünk a felkészülésünk során, a vb-selejtezők közeledtével már mindent közös összetartást a soros tétmeccseknek rendelünk alá. Még közel két hónapunk van az osztrákok elleni összecsapásig, addig három találkozó vár ránk. A románok elleni meccsek célja, hogy kiegyenesedjenek a kérdőjelek, amelyek egyes posztok kapcsán még egyelőre fennállnak. A két előttünk álló találkozón más-más csapatot küldök pályára, igyekszem minden egyes kerettagnak lehetőséget biztosítani a bizonyításra, hogy kialakulhasson a végleges keretünk, és a selejtezők főpróbáján, a dánok elleni meccsen már azzal csapattal tudjunk dolgozni, amely az osztrákok ellen, október végén megkezdi a tétmeccsek sorozatát. | ” |
| – Vágó Attila | |   |

## Keretek
| Magyarország         | Magyarország | Magyarország | Magyarország       |
| Név                  | Kor          | Vál./Gól     | Klub               |
| -------------------- | ------------ | ------------ | ------------------ |
| Szőcs Réka           | 23 éves      | 41 / 0       | MTK Hungária       |
| Németh Júlia         | 21 éves      | 4 / 0        | Ferencvárosi TC    |
| Kovács Klaudia       | 22 éves      | 5 / 0        | Astra Hungary FC   |
| Szeitl Szilvia       | 26 éves      | 46 / 0       | 1. FC Femina       |
| Gál Tímea            | 28 éves      | 52 / 0       | MTK Hungária       |
| Tálosi Szabina       | 24 éves      | 41 / 4       | FC Südburgenland   |
| Tóth Alexandra       | 21 éves      | 30 / 0       | Viktória FC        |
| Demeter Réka         | 21 éves      | 27 / 0       | MTK Hungária       |
| Szabó Viktória       | 16 éves      | 4 / 0        | Ferencvárosi TC    |
| Tell Zsófia          | 21 éves      | 7 / 0        | MTK Hungária       |
| Mosdóczi Evelin      | 18 éves      | 2 / 0        | Ferencvárosi TC    |
| Szabó Zsuzsanna      | 22 éves      | 3 / 0        | MTK Hungária       |
| Szabó Boglárka       | 20 éves      | 24 / 1       | Astra Hungary FC   |
| Smuczer Angéla       | 31 éves      | 84 / 2       | MTK Hungária       |
| Csiszár Henrietta    | 19 éves      | 19 / 2       | MTK Hungária       |
| Palkovics Nóra       | 18 éves      | 5 / 0        | MTK Hungária       |
| Sipos Lilla          | 21 éves      | 29 / 5       | FC Südburgenland   |
| Fenyvesi Evelin      | 16 éves      | 2 / 0        | Ferencvárosi TC    |
| Zimányi Kovács Anikó | 21 éves      | 2 / 0        | Szegedi AK         |
| Dénes Dorottya       | 21 éves      | 1 / 0        | Budapest Honvéd FC |
| Zágor Bernadett      | 23 éves      | 25 / 2       | MTK Hungária       |
| Pádár Anita          | 34 éves      | 108 / 38     | MTK Hungária       |
| Vágó Fanny           | 22 éves      | 46 / 23      | MTK Hungária       |
| Kaján Zsanett        | 15 éves      | 7 / 2        | Ferencvárosi TC    |
| Nagy Dóra            | 18 éves      | 0 / 0        | Viktória FC        |
| Zeller Dóra          | 18 éves      | 2 / 2        | Ferencvárosi TC    |

| Románia | Románia | Románia  | Románia |
| Név     | Kor     | Vál./Gól | Klub    |
| ------- | ------- | -------- | ------- |

 megjegyzés: Az adatok a mérkőzés napjának megfelelőek!

## Az összeállítások
| 2013. szeptember 3. |

| Magyarország                 | 3 – 2   | Románia    |
| ---------------------------- | ------- | ---------- |
| Pádár 8' Vágó 20' Szeitl 26' | (3 – 1) | ? 4' ? 53' |

| Gyula |

| Magyarország | Románia |

| MAGYARORSZÁG:        |    |                      |             |
|                      |    |                      |             |
| K                    | 1  | Szőcs Réka           |             |
| V                    | 9  | Szeitl Szilvia       | 53'         |
| V                    | 17 | Demeter Réka         | 58'         |
| V                    | 18 | Tálosi Szabina       |             |
| V                    | 20 | Szabó Viktória       |             |
| VKP                  | 6  | Smuczer Angéla       |             |
| KP                   | 16 | Szabó Boglárka       | a szünetben |
| KP                   | 21 | Zágor Bernadett      | a szünetben |
| KP                   | 8  | Pádár Anita          | 68'         |
| KP                   | 7  | Sipos Lilla          | 53'         |
| CS                   | 10 | Vágó Fanny           | a szünetben |
| Cserék:              |    |                      |             |
| K                    | 22 | Németh Júlia         |             |
| V                    | 5  | Gál Tímea            | 58'         |
| KP                   | 3  | Csiszár Henrietta    | a szünetben |
| KP                   | 14 | Fenyvesi Evelin      | a szünetben |
| KP                   | 13 | Palkovics Nóra       | 53'         |
| CS                   | ?  | Zimányi Kovács Anikó | 53'         |
| CS                   | ?  | Zeller Dóra          | 68'         |
| Szövetségi kapitány: |    |                      |             |
| Vágó Attila          |    |                      |             |

| ROMÁNIA: |  |
|          |  |

## A mérkőzés
| „             | Rosszul kezdtük, de gyorsan észhez tértünk, és hamar megfordítottuk az eredményt. A Pádár-Vágó duó nagyon veszélyes volt, mindhárom gólt ők hozták össze, a románok nem tudták tartani a két remek formában játszó támadót. Némi hiányérzetünk csak azért lehet, mert a hajrában fölényessé tehettük volna a győzelmet, de kihagytuk a lehetőségeinket. A Balaton Kupa vereségei után nagyon jól jött a csapatnak a sikerélmény, bízom benne, hogy ezzel a győzelemmel megadtuk az alaphangot a férfi válogatott bukaresti meccs előtt. Csütörtökön szeretnénk megismételni a sikert, de már egy teljesen más összetételű együttest szerepeltetünk, a cél ugyanis, hogy a keret minden tagja megfelelő bizonyítási lehetőséghez jusson. | ” |
| – Vágó Attila | |   |